# ナイトティース
『ナイトティース』（原題：Night Teeth）は、2021年のアメリカのヴァンパイア・スリラー映画。ブレント・ディロンが脚本を書き、アダム・ランドールが監督を務めた。ジョージ・レンデボーグ・ジュニア、デビー・ライアン、ルーシー・フライ、アルフィー・アレン、ラウル・カスティーロらが出演する。Netflixによって2021年10月20日に公開された。

## ストーリー
若い運転手が、LA中のパーティーをはしごする夜のために2人の謎の女性を迎えに行く。しかし、2人の女性が本当の姿 - そして、闇に潜む危険なアンダーグラウンド - を明らかにするとき、彼は生き残るために戦わざるを得なくなる。

## キャスト
※括弧内は日本語吹替。
- ベニー︰ホルヘ・レンデボルグ・Jr.（バトリ勝悟）
- ブレア︰デビー・ライアン（イブ優里安）
- ゾーイ︰ルーシー・フライ（國府咲月）
- ヴィクター︰アルフィー・アレン（中川慶一）
- ジェイ︰ラウル・カスティーロ（花輪英司）
- ロサ︰マーリーン・フォルテ（所河ひとみ）
- アンダーソン︰デイン・ローズ（中村浩太郎）
- ロッコ︰アレクサンダー・ルドウィグ（横田大輔）
- ジオ︰ブライアン・バット（武田太一）
- グレース︰ミーガン・フォックス（きそひろこ）
- エヴァ︰シドニー・スウィーニー（南波ゆき）
- ケイレブ︰マーティン・ブラッドフォード（岩川拓吾）
- ダニエル︰ハンター・バーク（中村源太）
- マリア︰アッシュ・サントス（生田ひかる）
- ジミー︰C・G・ルイス（佐々木拓真）
- アンドレ︰リー・コック（鷲見昂大）

## 製作
2019年8月、アダム・ランドールがブレント・ディロンの脚本で映画を監督し、 Netflixが配信することが発表された 。
2020年2月、ジョージ・レンデボーグ・Jr、デビー・ライアン、ルーシー・フライ、アルフィー・アレン、ラウル・カスティーロが映画のキャストに加わった  。
2020年7月、アレクサンダー・ルドウィグ、ブライアン・バット、マレーネ・フォルテが映画のキャストに加わった 。

### 撮影
主要撮影は2020年2月にニューオーリンズとロサンゼルスで始まった 。しかし、その後、COVID-19パンデミックのため、製作は休止された 。撮影は2020年9月上旬に再開された。

## 評価
レビュー集計サイトRotten Tomatoesでは、28件のレビューから36％の支持率を得ており、平均評価は5.4/10となっている。同サイトの批評家のコンセンサスでは、「『ナイトティース』はソリッドなキャストといくつかの興味深いアイデアを持っているが、それらはすべて、無気力に語られ、概して予測可能な吸血鬼の物語の中で失われている」とされている。Metacriticでは、9人の批評家に基づいて100点満点中44点の加重平均点を与え、「複雑または平均的な評価」を示している。
ホラー雑誌ブラッディ・ディスガスティングに寄稿したミーガン・ナヴァロは、本作に5つ星のうち2つの評価を与え、冒頭のシークエンスについて「決して何の意味もなく、この映画の貧弱な世界構築の先例となっている」と述べ、「『ナイトティース』に欠けているのは中身であり、それを補うのはスタイルである」と付け加え、最後に「好感の持てる主人公と絶え間なく動く物語にもかかわらず、『ナイトティース』は噛み合わせに欠けている」と書き、「予測可能」というレッテルを貼っている。